# John Victor
 (août 2025).
La mise en forme du texte ne suit pas les recommandations de Wikipédia : il faut le « wikifier ».
Les points d'amélioration suivants sont les cas les plus fréquents. Le détail des points à revoir est peut-être précisé sur la page de discussion.
- Les titres sont pré-formatés par le logiciel. Ils ne sont ni en capitales, ni en gras.
- Le texte ne doit pas être écrit en capitales (les noms de famille non plus), ni en gras, ni en italique, ni en « petit »…
- Le gras n'est utilisé que pour surligner le titre de l'article dans l'introduction, une seule fois.
- L'italique est rarement utilisé : mots en langue étrangère, titres d'œuvres, noms de bateaux, etc.
- Les citations ne sont pas en italique mais en corps de texte normal. Elles sont entourées par des guillemets français : « et ».
- Les listes à puces sont à éviter, des paragraphes rédigés étant largement préférés. Les tableaux sont à réserver à la présentation de données structurées (résultats, etc.).
- Les appels de note de bas de page (petits chiffres en exposant, introduits par l'outil «  Source ») sont à placer entre la fin de phrase et le point final[comme ça].
- Les liens internes (vers d'autres articles de Wikipédia) sont à choisir avec parcimonie. Créez des liens vers des articles approfondissant le sujet. Les termes génériques sans rapport avec le sujet sont à éviter, ainsi que les répétitions de liens vers un même terme.
- Les liens externes sont à placer uniquement dans une section « Liens externes », à la fin de l'article. Ces liens sont à choisir avec parcimonie suivant les règles définies. Si un lien sert de source à l'article, son insertion dans le texte est à faire par les notes de bas de page.
- La présentation des références doit suivre les conventions bibliographiques. Il est recommandé d'utiliser les modèles {{Ouvrage}}, {{Chapitre}}, {{Article}}, {{Lien web}} et/ou {{Bibliographie}}. Le mode d'édition visuel peut mettre en forme automatiquement les références.
- Insérer une infobox (cadre d'informations à droite) n'est pas obligatoire pour parachever la mise en page.

Pour une aide détaillée, merci de consulter Aide:Wikification.
Si vous pensez que ces points ont été résolus, vous pouvez retirer ce bandeau et améliorer la mise en forme d'un autre article.
John Victor Maciel Furtado, né le 13 février 1996 à Diadema dans l'Etat de São Paulo, est un footballeur professionnel brésilien jouant au poste de gardien de but dans le club de Botafogo.

## Carrière en club

### Santos

#### Débuts
Né le 13 février 1996 à Diadema, dans l'État de São Paulo, John Victor intègre le centre de formation du Santos FC en février 2011, à l’âge de 15 ans, après un passage par les équipes de jeunes du São Paulo FC. En 2015, à la suite du départ du gardien Aranha, il est ponctuellement convié aux entraînements de l'équipe première .
Le 20 janvier 2016, il prolonge son contrat avec le club jusqu'en 2021 et est officiellement promu en équipe première, occupant alors le rôle de troisième gardien derrière Vanderlei et Vladimir. Il effectue ses débuts non officiels avec l’équipe professionnelle le 8 octobre de la même année, en disputant 25 minutes d’un match amical contre Benfica, soldé par un score nul de 1-1.

#### Prêt à Portuguesa Santista
Le 11 décembre 2018, John Victor est prêté à la Portuguesa Santista pour la saison 2019. Il s'impose comme titulaire lors du Campeonato Paulista Série A2 2019, avant de réintégrer l'effectif de son club formateur à l'issue de la compétition.

#### Percée

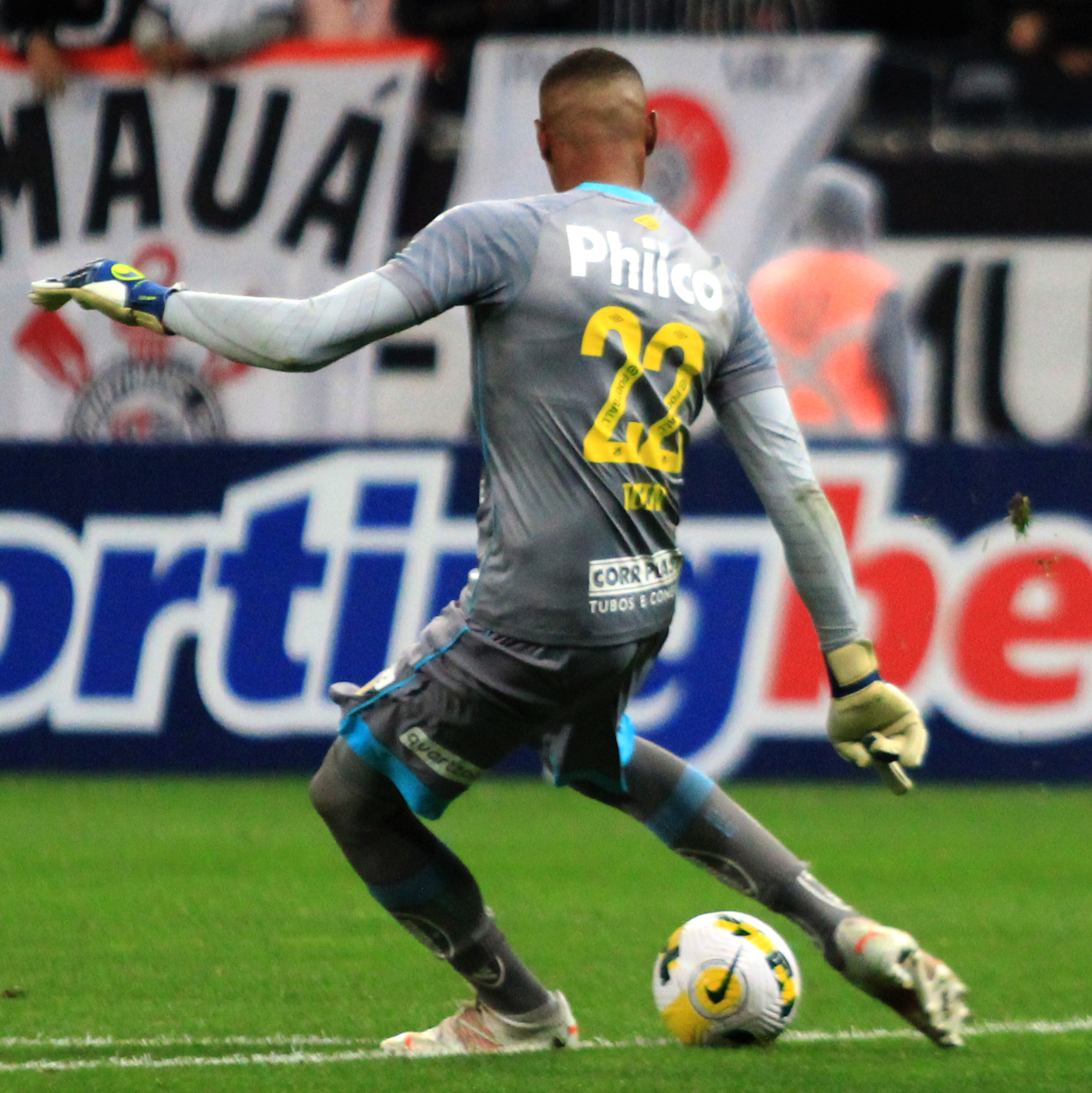
John Victor jouant pour Santos en 2022

Le 13 décembre 2019, il prolonge son contrat avec le Santos FC jusqu'en décembre 2023. Au début de la saison 2020, il débute en tant que quatrième gardien dans la hiérarchie, derrière Éverson, Vladimir et João Paulo. Toutefois, il grimpe rapidement dans la hiérarchie, devenant le deuxième choix à la suite du départ d'Éverson et de la blessure de Vladimir
Il dispute son premier match officiel en Série A avec l'équipe première de Santos le 14 novembre 2020, lors d'une victoire 2-0 à domicile contre l'Internacional, avec un clean sheet. Dix jours plus tard, il fait ses débuts en Copa Libertadores, en jouant l'intégralité de la rencontre et en réalisant plusieurs arrêts décisifs dans une victoire 2-1 à l'extérieur face à la LDU Quito.
Le 8 janvier 2021, il est testé positif au COVID-19, en même temps que son coéquipier Wagner Leonardo. À son retour, il partage le poste de gardien titulaire avec João Paulo, avant de subir une blessure au genou au mois d'août.
Après sa convalescence, il passe la saison 2022 en tant que gardien remplaçant, derrière João Paulo. Il ne prend part qu’à deux rencontres officielles durant cet exercice.

#### Prêt à l'International
Le 18 janvier 2023, Santos annonce le prêt de John Victor au SC Internacional, autre club de première division brésilienne, jusqu’à la fin de l’année. Dans le même temps, il prolonge son contrat avec Santos jusqu’en décembre 2025.

#### Prêt à Valladolid
Le 20 août 2023, il rejoint officiellement le Real Valladolid, club de Segunda División en Espagne, sous la forme d’un prêt d’une saison assorti d’une clause libératoire. D’abord remplaçant de Jordi Masip, il est titularisé entre les mois de septembre et octobre, avant de retrouver un rôle de doublure.

### Botafogo
Le 4 janvier 2024, Santos a annoncé le transfert de John Victor à Botafogo, le joueur signant un contrat de quatre ans pour un montant estimé à 1,5 million d'euros pour 85 % de ses droits économiques.
Lors de sa présentation officielle, le gardien rejete toute comparaison avec Lucas Perri, titulaire à Botafogo en 2023.
En février, il subit une blessure musculaire lors d’un match du Championnat Carioca contre Nova Iguaçu, ce qui entraîne son remplacement par Gatito Fernández. Il manque également le début de saison en raison d’une blessure musculaire similaire, un problème qu’il rencontre à plusieurs reprises au cours de sa carrière.
Remis du problème musculaire qui l'a mis hors jeu pendant environ deux mois, John Victor a été signalé lors des débuts de Botafogo en phase de groupes de Libertadores, lors du match contre Junior Barranquilla, le 3 avril 2024, au stade Nilton Santos.
Remis de son indisponibilité d’environ deux mois, il effectue son retour lors du match d’ouverture de Botafogo en phase de groupes de la Copa Libertadores, le 3 avril 2024, face à Atlético Junior, au stade Nilton Santos.

## Statistiques
| Club                       | Saison            | Ligue             | Ligue | Ligue | Ligue nationale | Ligue nationale | Coupe national | Coupe national | Continental | Continental | Buts | Buts | Total | Total |
| Club                       | Saison            | Division          | Apps  | But   | Apps            | But             | Apps           | But            | Apps        | Goals       | Apps | But  | Apps  | But   |
| -------------------------- | ----------------- | ----------------- | ----- | ----- | --------------- | --------------- | -------------- | -------------- | ----------- | ----------- | ---- | ---- | ----- | ----- |
| Santos                     | 2020              | Série A           | 9     | 0     | 0               | 0               | 0              | 0              | 6           | 0           | —    | —    | 15    | 0     |
| Santos                     | 2021              | Série A           | 4     | 0     | 5               | 0               | 2              | 0              | 0           | 0           | —    | —    | 11    | 0     |
| Santos                     | 2022              | Série A           | 1     | 0     | 0               | 0               | 0              | 0              | 1           | 0           | —    | —    | 2     | 0     |
| Santos                     | Total             | Total             | 14    | 0     | 5               | 0               | 2              | 0              | 7           | 0           | —    | —    | 28    | 0     |
| Portuguesa Santista (prêt) | 2019              | Paulista A2       | —     | —     | 17              | 0               | —              | —              | —           | —           | —    | —    | 17    | 0     |
| Internacional (prêt)       | 2023              | Série A           | 9     | 0     | 1               | 0               | 1              | 0              | 3           | 0           | —    | —    | 14    | 0     |
| Valladolid (prêt)          | 2023–24           | Segunda División  | 11    | 0     | —               | —               | 1              | 0              | —           | —           | —    | —    | 12    | 0     |
| Botafogo                   | 2024              | Série A           | 34    | 0     | 2               | 0               | 4              | 0              | 10          | 0           | 1    | 0    | 51    | 0     |
| Botafogo                   | 2025              | Série A           | 12    | 0     | 4               | 0               | 0              | 0              | 6           | 0           | 7    | 0    | 29    | 0     |
| Botafogo                   | Total             | Total             | 46    | 0     | 6               | 0               | 4              | 0              | 16          | 0           | 8    | 0    | 80    | 0     |
| Total en carrière          | Total en carrière | Total en carrière | 80    | 0     | 29              | 0               | 8              | 0              | 26          | 0           | 8    | 0    | 151   | 0     |

## Palmarès
| Santos Futebol Clube (1)                      | Botafogo de Futebol e Regatas (3)                                                                         |
| --------------------------------------------- | --- |
| - Campeonato Paulista (1) : - Champion : 2016 | - Copa Libertadores : - Vainqueur en 2024 - Coupe Rio (1) - Championnat du Brésil (1) : - Champion : 2024 |

Individuel
- Prêmio Craque do Brasileirão : 2024 [23]
- Bola de Ouro : 2024 [24]
- Équipe du tournoi Copa Libertadores : 2024 [25]
- Équipe sud-américaine de l'année : 2024 [26]